# Náramek

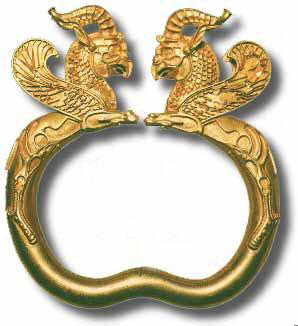
Ochranný perský náramek, Írán, kolem 500 př. n. l.

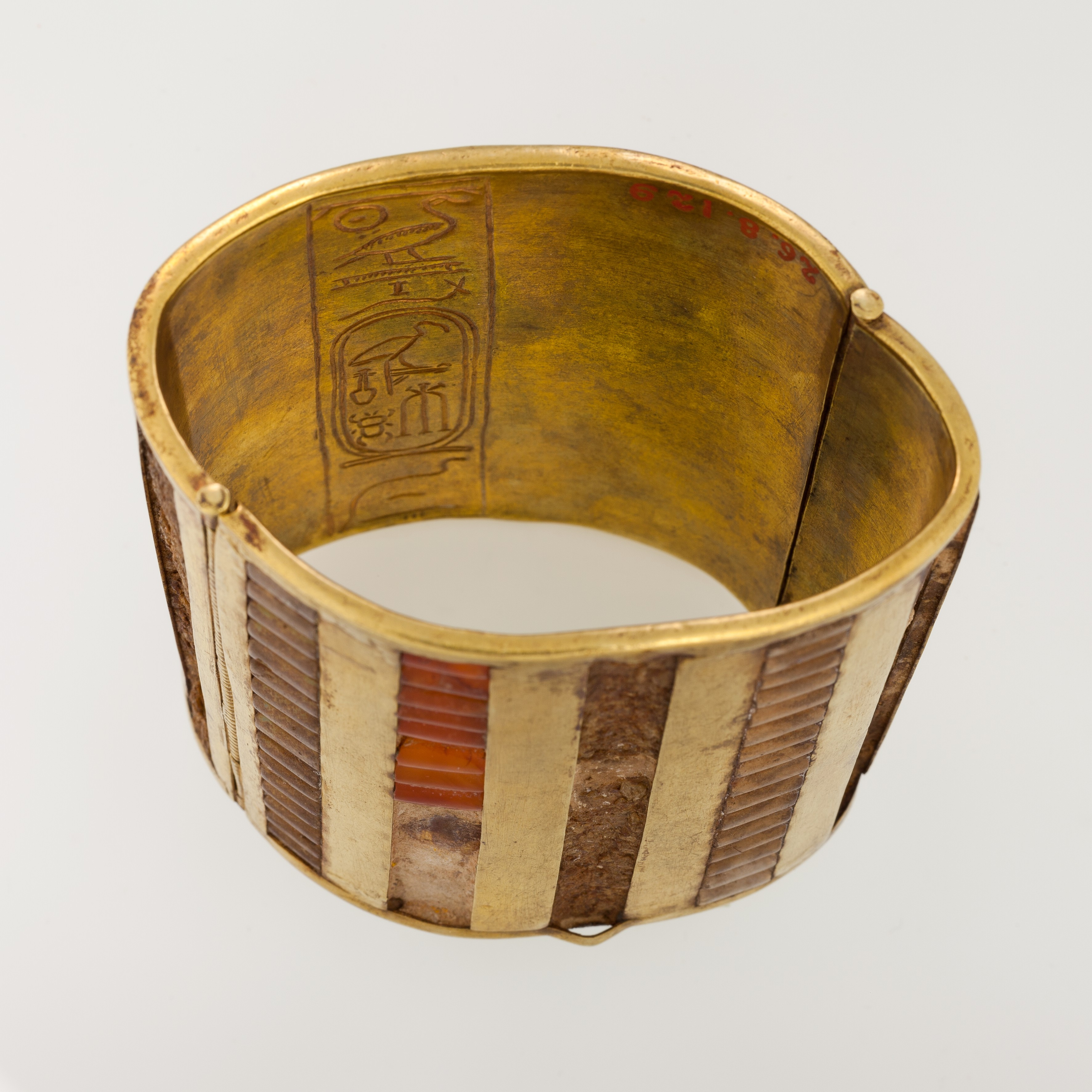
Zlatý manžetový náramek s ochranným nápisem, Egypt, asi 1450 př. n. l.

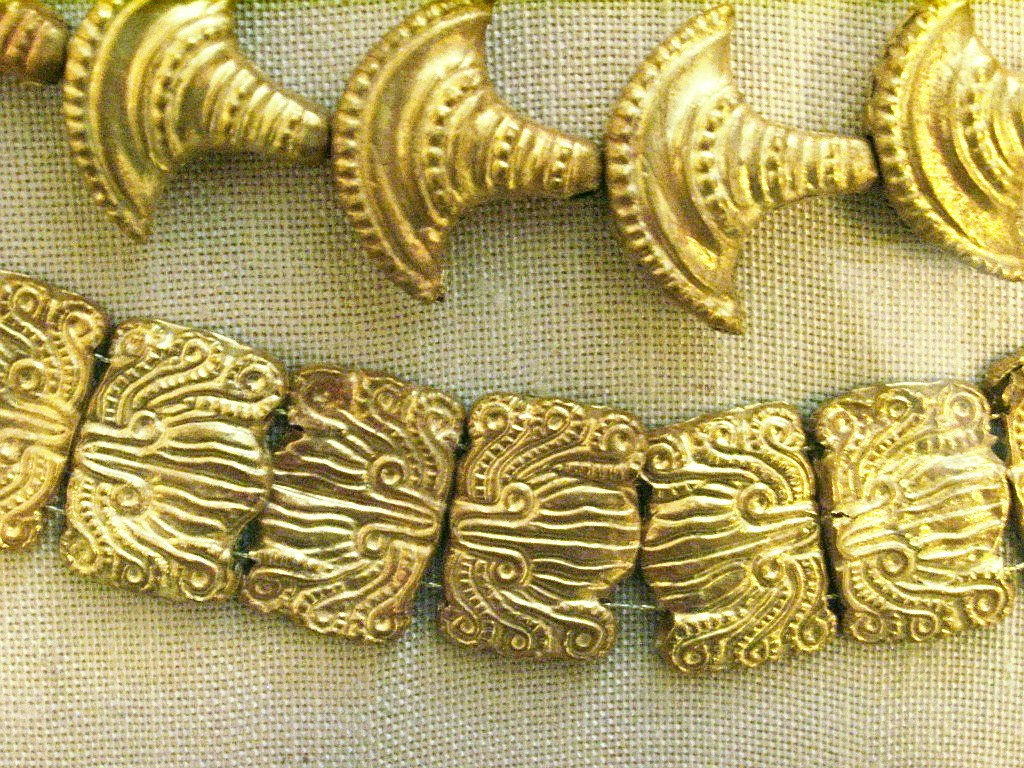
Zlatý minojský náramek ze stejných článků, Egejské ostrovy, 6. století př. n. l.

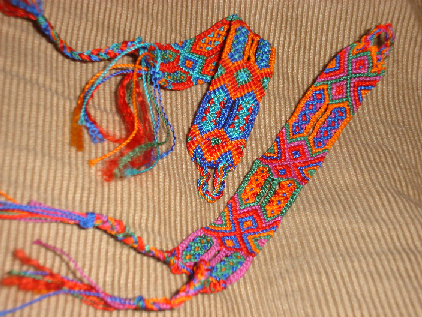
Pletený náramek texttilní

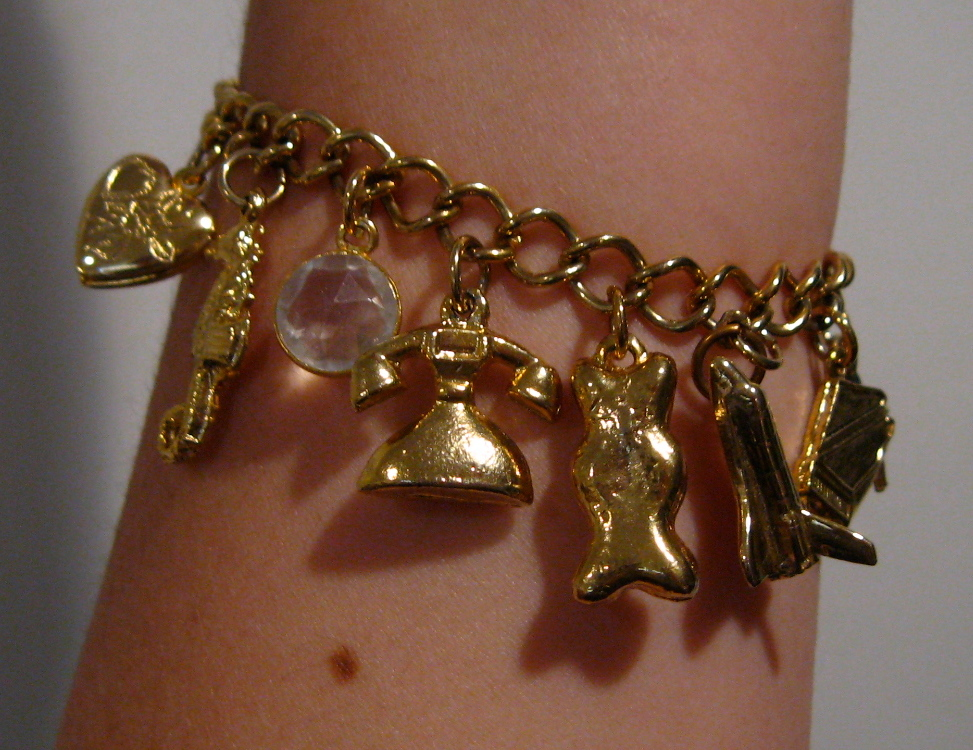
Zlatý řetízek s přívěsky-talismany

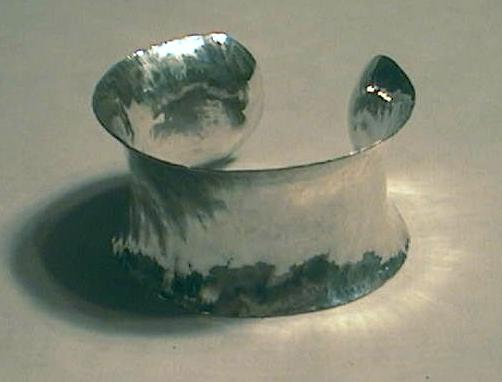
Moderní otevřený pevný náramek, tepané stříbro

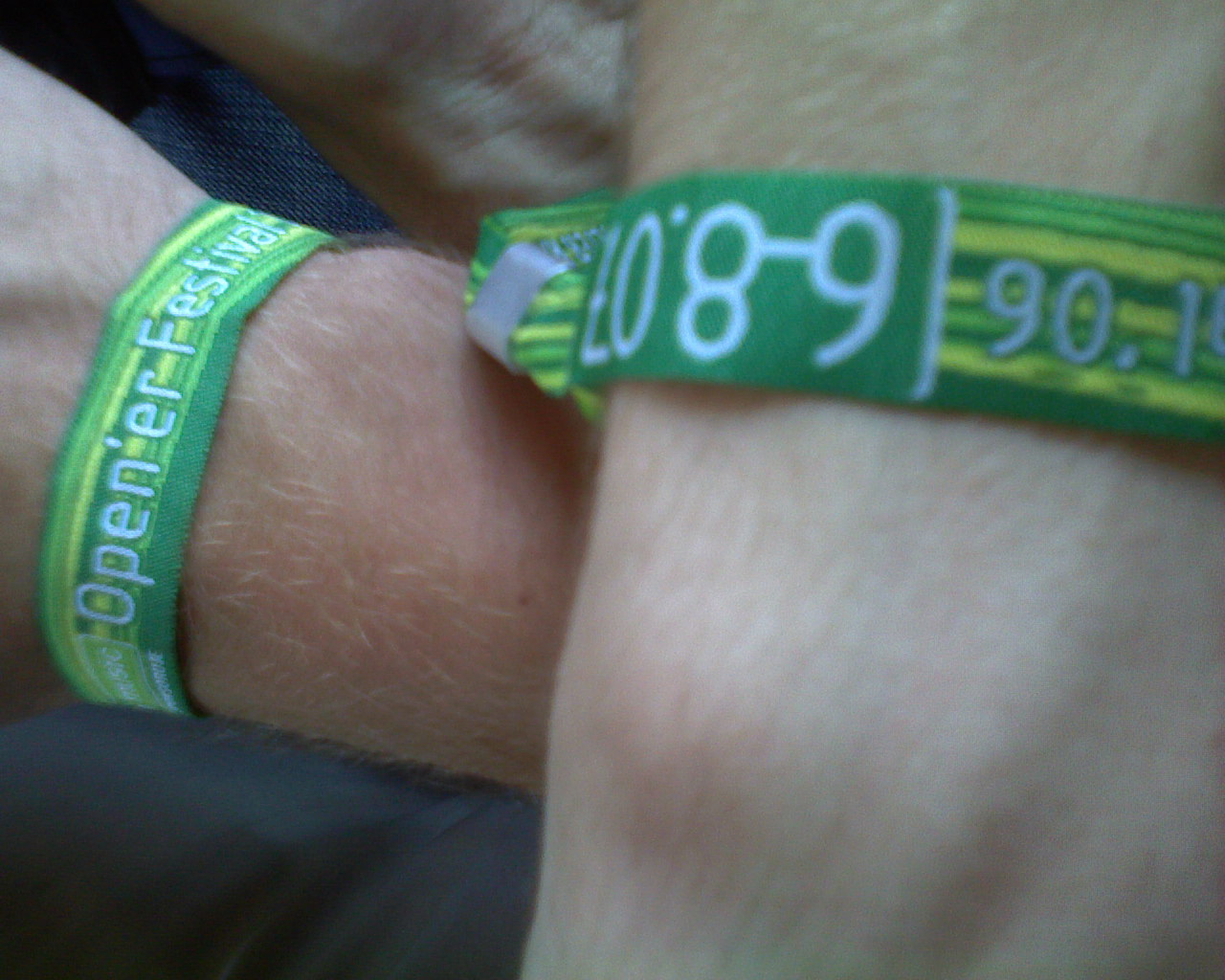
Textilní náramek - permanentní vstupenka na festival

Náramek je šperk, který se nosí na zápěstí ruky nebo na předloktí paže. Může to být pevný kroužek z kovu, dřeva nebo plastu, ohebný řetízek či pásek, který se navléká nebo kolem zápěstí zapíná. Může mít úlohu pouhé ozdoby, nebo další význam ochranný, magický, náboženský, stavovský, identifikační, záslibný či přátelský. Na magické náramky se často připevňují různé přívěsky a amulety. V moderní době náramky slouží také pro hodinky, sportovní a zdravotní testery nebo zábavní elektroniku, či k příležitostné identifikaci svého nositele.

## Prehistorie a historie
Jako jiné šperky, tak i náramek je doložen od starší doby kamenné a sloužil patrně jako magická ochrana před zlými silami přírody a nepřátel.
I když u některých pravěkých šperků (např. korálů) nelze rozhodnout, zda šlo o náramek na zápěstí, nejstarší nálezy pocházejí z paleolitu. Jak naznačuje název, nosíval se i na rameni, jako ho dodnes nosí afričtí muži. Stáří nálezů z jeskyně v pohoří Altaj se uhlíkovou metodou odhaduje na 40 tisíc let. Velký význam měly náramky v prvních starověkých civilizacích, například v Egyptě, Persii nebo v Řecku, a dosud ji mají u některých přírodních národů. Od starověku až po novověk v některých kulturách náramek (či prsten) představoval a představuje majetkovou rezervu ženy pro období nouze. Od raného novověku šperky podléhají dobové i místní módě, určité typy, materiály a výzdoba se střídavě objevují a zase mizí.

## Typy náramků

### Pevný náramek
- Pevný kroužek, ovál, manžeta nebo jiný uzavřený tvar. Obvykle se v polovině rozevírá (kovový náramek pomocí pantu nebo závlačky)
- Otevřený náramek se nasazuje na ruku přerušením ze strany, . Náramky z drahých kovů jsou obvykle duté. Počet, tvar nebo barva pevných náramků slouží v některých kulturách jako odznak společenského postavení nositele či nositelky (například indické bangle).

### Ohebný náramek
- Šňůrka nebo stužka - nejjednodušší: barevná šňůrka, která se od konce 19. století uvazuje kolem zápěstí, na Balkáně kdysi měla urychlit příchod jara, [1] v současné době si je mladí lidé pletou a navzájem uvazují jako "přátelské" náramky. Pletené či tkané pestrobarevné pásky jsou také často etnografickou specialitou některých regionů, například v latinské Americe.
- Silikonový pásek - pružný, v pastelových barvách, často s reklamním potiskem
- Šňůrka s navlečenými korálky z rozmanitých materiálů.
- Kovový řetízek ze spojovaných ok, nebo prokládaný dalšími motivy, může být bez uzávěru volně navlékaný nebo se sponou
- Článkovaný náramek z jednoho opakovaného motivu, obvykle se zapíná sponou nebo zámečkem, často se na ně navěšují amulety a přívěsky.
- Kovový článkovaný pásek, například s vloženými magnety, které alternativní medicína užívá pro jejich domněle léčivé účinky
- Kožený pásek se obvykle zapíná.
- Trvalé identifikační náramky jsou obvykle ohebné, tvořené řetízkem a kovovým štítkem, na němž jsou identifikační údaje:
  - například válečný náramek vojenský
- plastové s identifikačními barvami či znaky (například politické strany nebo duhový náramek pro homosexuály)
  - zdravotní a sportovní testery, například nouzový náramek pro seniory
- Jednorázové nebo termínované náramky:
  - Identifikační: v nemocnicích levné papírové nebo plastové pásky, často s čárovým kódem pacienta, v porodnicích se jménem či kódem novorozeněte.
  - Ochranné zdravotní: náramek proti klíšťatům
  - Vstupenky - potvrzení o zaplacení vstupného do placených areálů jako např. kempinky, sportovní stadiony či hudební festivaly.

## Materiály
Nejstarší přírodní materiály: dřevo, suché plody, kost, kůže, textilní vlákna, rohovina, perleť aj.
Kovy a jejich slitiny, vykládané drahokamy, perlami či sklem, keramika, sklo, plasty.